# Wolfgang Baake

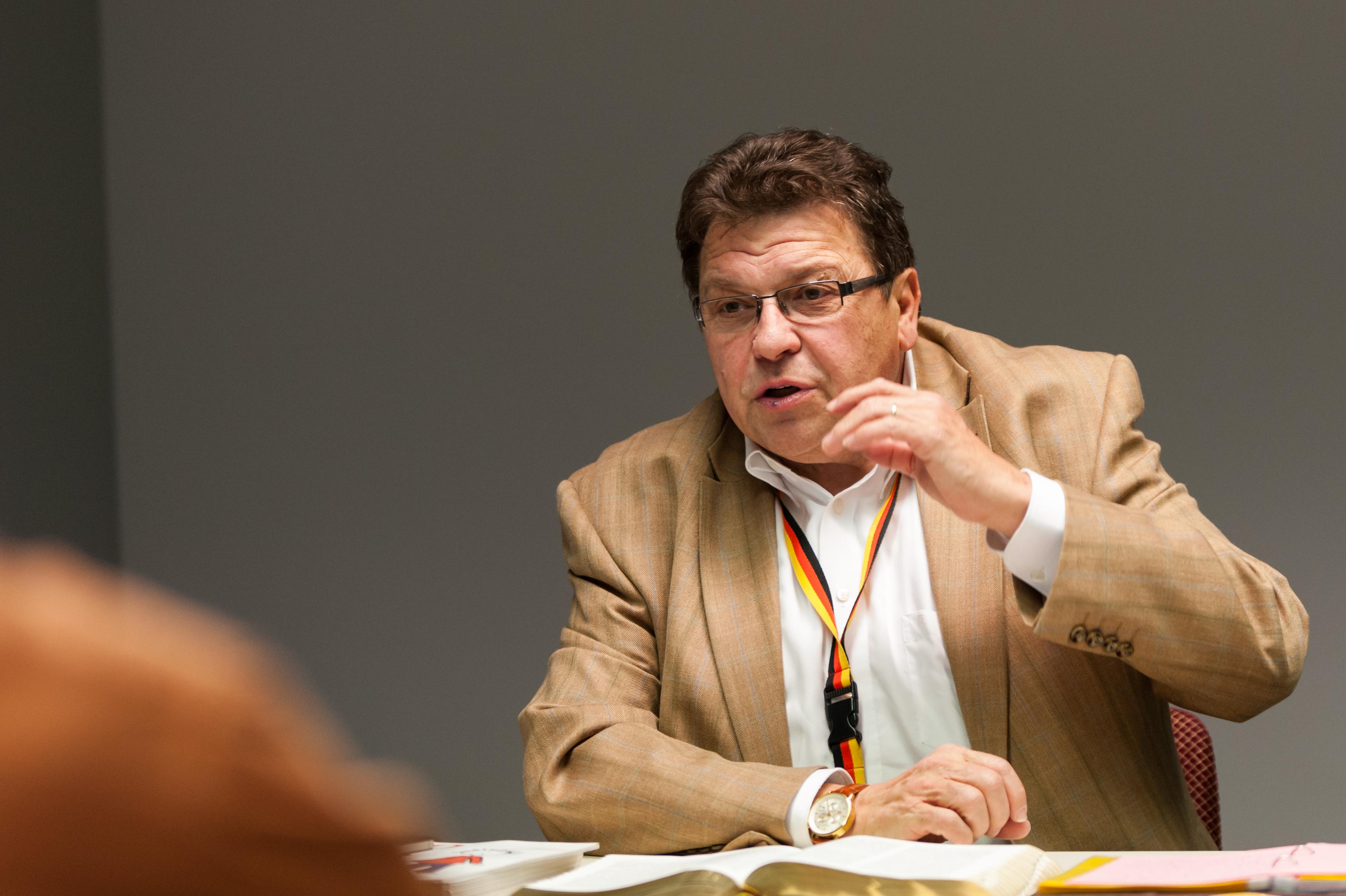
Wolfgang Baake, 2012

Wolfgang Baake (* 6. Dezember 1950) ist ein deutscher Theologe und Journalist.

## Leben
Wolfgang Baake war zehn Jahre lang als Industriekaufmann in der Volkswagen AG (Werk Kassel) tätig, bevor er von 1976 bis 1980 Theologie an der heutigen Evangelischen Hochschule Tabor in Marburg studierte. Von 1980 bis 1982 arbeitete er als Pastor im vorbereitenden Dienst für sieben Gemeinden im damaligen Schlachtenseer Gemeinschaftsverband (heute: Deutscher Gemeinschafts-Diakonieverband) in Berlin. Nach seinem 2. Theologisches Examen im Juni 1982 absolvierte er ein knapp einjähriges Kurzvolontariat in der Tagesschau- und Tagesthemen-Redaktion des NDR in Hamburg.
Baake war von Juli 1982 bis Dezember 2013 Geschäftsführer des Christlichen Medienverbundes KEP. Von 1987 bis Dezember 2013 war er Leiter der Christlichen Medienakademie. Seit 1993 ist er verantwortlich für die Presse- und Öffentlichkeitsarbeit von ProChrist und anderer christlicher Großveranstaltungen, so war er auch Pressesprecher des Marburger Kongresses für Psychotherapie und Seelsorge. Er ist Jury-Mitglied des „Finanzforum Vordenken“, das den Vordenker-Preis vergibt.
Von 1999 an war Baake ehrenamtlich und von 2014 bis zu seinem Ruhestand 2016 hauptamtlich Beauftragter der Deutschen Evangelischen Allianz am Sitz des Deutschen Bundestages und der Bundesregierung.

## Privates
Baake ist verheiratet und hat vier Kinder.

## Veröffentlichungen
- als Hrsg.: Mehr Mut zu Werten: Glaube in Medien, Politik und Gesellschaft, SCM Hänssler, Holzgerlingen 2006, ISBN 978-3-775139731.